# 레슬리 앤 다운
레슬리앤 다운(Lesley-Anne Down, 영어 발음: /ˈlɛsli/, 1954년 3월 17일 ~ )은 잉글랜드의 배우, 가수, 전 모델이다.

## 출연 작품
- 연방 보안관: 제임스 맥코드 (2017, Justice)
- 알렉스 & 더 리스트 (2016)
- 킬 미, 데들리 (2015)
- 정의의 용병 (2006)
- 투데이 유 다이 (2005)
- 13번째 아이 (2002)
- 믹스빌의 유령 (2001)
- 유 비롱 투 미 (2001)
- 킹스 가드 (2000, The King's Guard)
- 키드 특공대 (1996)
- 패밀리 캅스 (1995)
- 비스트마스타 3 (1995)
- 외계인 먼치 2 (1994)
- 베일 속의 음모 (1994)
- 데스 위시 5 (1994)
- 나이트 트랩 (1993)
- 오버 더 라인 (1992)
- 악마의 시나리오 (1989)
- 레이디킬러 (1988)
- 로큰롤 지망생 (1987)
- 유목민들 (1986)
- 개선문 (1985, Arch of Triumph)
- 위치우드 살인사건 (1982, Murder Is Easy)
- 노틀담의 꼽추 (1982, The Hunchback of Notre Dame)
- 스핑크스 (1981, Sphinx)
- 라프 컷 (1980, Rough Cut)
- 하노버 스트리트 (1979)
- 대열차 강도 (1979)
- 리틀 나이트 뮤직 (1978)
- 자동차 왕 로렌 (1978, The Betsy)
- 핑크 팬더 4 - 핑크 팬더의 역습 (1976)
- 여교황 조안 (1972)
- 드라큐라 백작부인 (1971)

### 텔레비전
- 폼페이 최후의 날 (1984, The Last Days of Pompeii)
- 남과 북 (1985-86, 1994)
- 댈러스 (1990)
- 우리 생애 나날들 (2001)
- 더 볼드 앤 더 뷰티풀 (2003-12)